# Shin Takamatsu

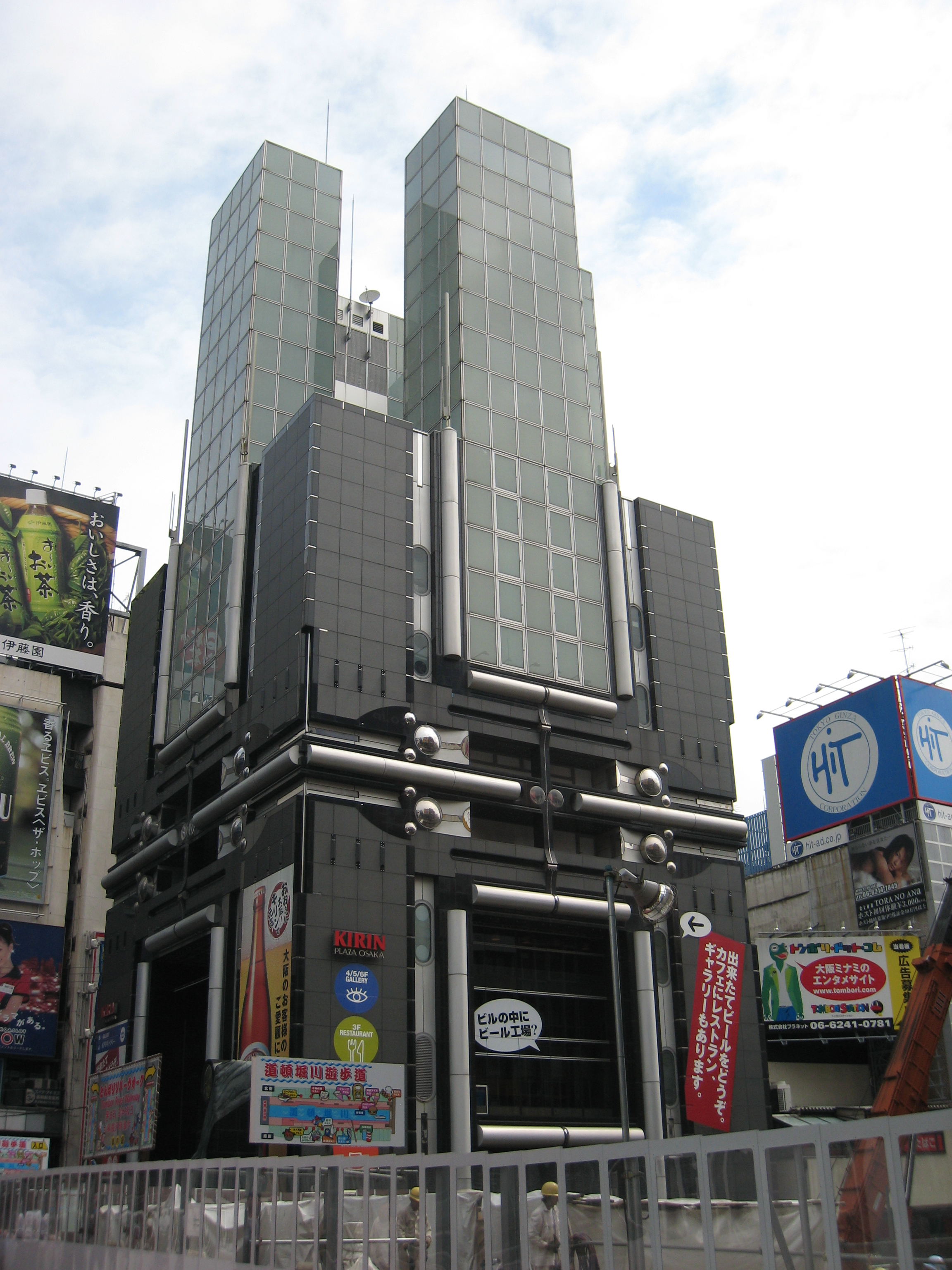
Plaza Kirin, Osaka

Shin Takamatsu (nacido el 5 de agosto de 1948) es un arquitecto japonés, autor de varios edificios de estilo futurista/postmoderno, inspirados a menudo en motivos antropomórficos y mecánicos.

## Biografía
Nace en 1948 en la Prefectura de Shimane, y cursa sus estudios de arquitectura en la universidad de Kioto, donde se gradúa en 1971, obteniendo el doctorado en 1980. Ese mismo año funda el estudio "Shin Takamatsu".
En 1985 obtiene el primer premio en la Bienal de Venecia de Arquitectura, y en 1993 la obra de Takamatsu es objeto de exposición en el Museo de Arte Moderno de San Francisco
Desde 1997 es profesor en la Universidad de Kioto, y es autor de varios libros.
Takamatsu ha recibido numerosas condecoraciones y premios en Japón, y es miembro honorario del "American Institute of Architects" (EE. UU.), del "Bund Deutscher Architekten" (Alemania) y del  "Royal Institute of British Architects" (Reino Unido).

## Proyectos

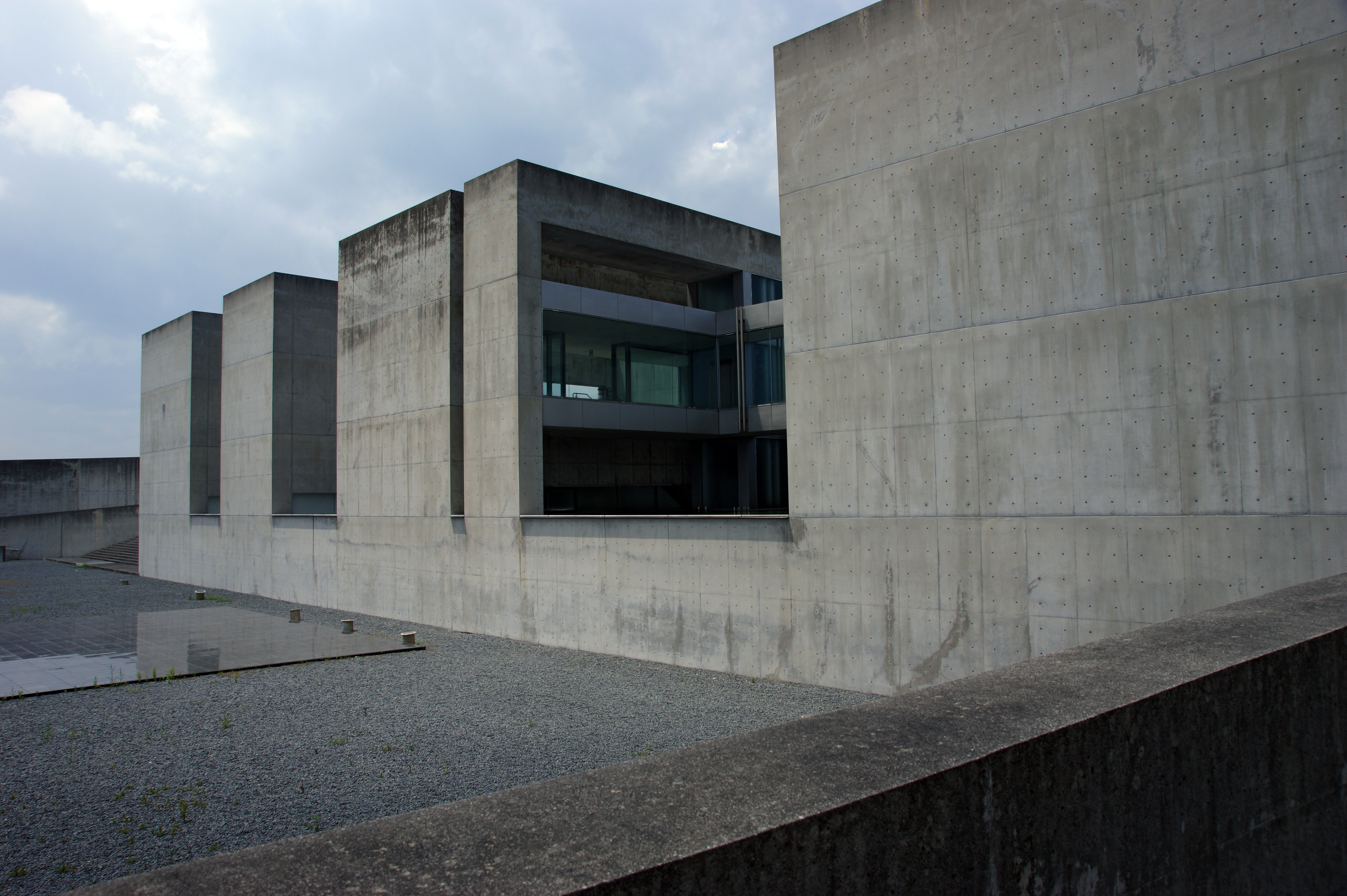
Museo de Fotografía Shoji Ueda, Hōki, Tottori

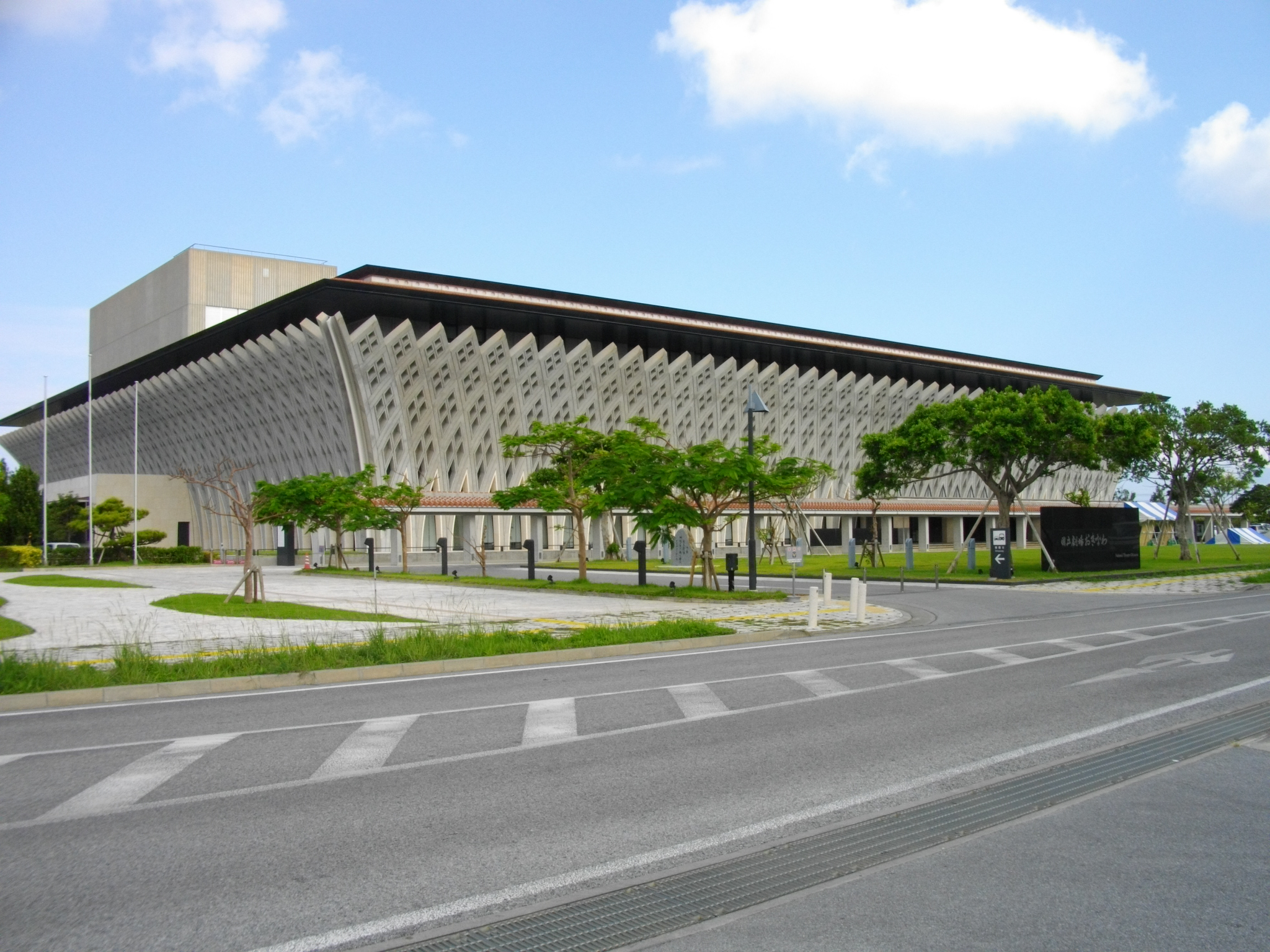
Teatro Nacional, Okinawa

- Origen I, II, III, Kioto, 1980-1986
- Arca (clínica dental), Kioto, 1983
- Faraón (clínica dental), Kioto, 1984
- Plaza Kirin, Osaka, 1987 (demolida)
- Solaris, Amagasaki, 1990
- Sintaxis, Kioto, 1990 (demolida)
- Zeus, Museo de Arena Nima, Nima, Shimane, 1990
- Kunibiki Hall Messe, Shimane, 1991-1993
- Sede Kirin, Chūō (Tokio), 1990-1995
- Museo de la Fotografía Shoji Ueda, Hōki, Tottori, 1993-1995
- Construcción de Quasar, Berlín, 1994
- Centro Comunitario Shikatsu, Shikatsu, Aichi, 2000
- Teatro Nacional de Okinawa, Urasoe, Okinawa, 2003